# Friedrich Degeler
Friedrich Degeler (* 2. August 1902 in Heidenheim an der Brenz; † 9. März 1989 ebenda) war ein deutscher Politiker der CDU und von 1968 bis 1972 Abgeordneter im Landtag von Baden-Württemberg.

## Leben
Friedrich Degeler wurde als jüngstes Kind einer Küferfamilie in Heidenheim geboren. Er wuchs in einem altpietistischen und christlichen Elternhaus auf. Sein Vater war Küfermeister und Weinhändler. Degeler hatte vier Kinder: Walther, Georg, Friedemann und Albrecht Degeler. Albrecht Degeler übernahm später die Weinhandlung Degeler in Heidenheim.
Degeler besuchte die örtliche Elementar- und Oberrealschule, die er 1920 mit dem Abitur abschloss. Er schrieb sich an der Hochschule Hohenheim ein, um dort Tiermedizin zu studieren. Nach dem Tod seines älteren Bruders während des Ersten Weltkriegs brach er auf Wunsch der Eltern das Studium ab und erlernte das Küferhandwerk. 1927 legte er die Meisterprüfung ab und übernahm die Weinhandlung der Eltern. Als der Zweite Weltkrieg ausbrach, wurde Degeler zur Polizei eingezogen.
Mit Wirkung zum 25. November 1940 wurde Degeler als Leutnant der Schutzpolizei der Reserve von der Polizeiverwaltung Heidenheim zu weiterer Schulung und Ausbildung zur Polizeiverwaltung Stuttgart abgeordnet; dabei wurde er „in wirtschaftlicher Hinsicht“ der 2. Polizei-Reservekompanie zugeschlagen und gleichzeitig „zur Ausbildung in den verschiedenen Dienstzweigen des Revierdienstes“ zum 12. Polizeirevier abgeordnet. Die letztgenannte Abordnung wurde mit Wirkung zum 17. Januar 1941 wieder aufgehoben, Degeler kam zur 2. Polizei-Reservekompanie zurück. Anfang Februar 1941 übernahm er vertretungsweise die Führung der 1. Polizei-Reservekompanie.
Als Leutnant der Schutzpolizei, abgestellt von der Polizeiverwaltung Heidenheim, kämpfte er später im Umkreis von Stalingrad. Er wurde dann im Februar 1943 in dem neu gegründeten I/Pol. 16 (zuvor PB 56) unter Bataillonsführer Major der Schutzpolizei Herbert Furck in der 2. Kompanie zum Kompanieführer im Rang eines Oberleutnants der Schutzpolizei ernannt. Einsatzort war das niederländische Tilburg. In mindestens zwei Fällen befehligte er das Begleitkommando bei Transporten vom Durchgangslager Westerbork aus, am 31. August 1943 mit 1000 Personen in das KZ Auschwitz und am 15. März 1944 mit 200 Personen in das KZ Bergen-Belsen. Ein Häftling in dem Transport aus den Niederlanden war Renata Laqueur, die damals ein Tagebuch anlegte.
Wiederum in Russland geriet Degeler im Juli 1944 bei Minsk in sowjetische Kriegsgefangenschaft, aus der er 1949 zurückkehrte.
Schon vor dem Zweiten Weltkrieg nahm Degeler eine bedeutende Rolle in der Stadt Heidenheim ein. Von 1932 bis 1935 war er als Abgeordneter der DNVP im Gemeinderat tätig, zuletzt als Hospitant der NSDAP. Seit 1928 war er Mitglied des evangelischen Gemeinderats. Er war Mitglied des CVJM, seit 1934 gehörte er der Bekennenden Kirche an. Als aktiver Altpietist war er in der evangelischen Muttergemeinde und im Chor, dessen Leitung er später übernahm, aktiv. In Folge dieser Tätigkeiten geriet Degeler oft in Streitigkeiten mit den Nationalsozialisten und wurde sogar für eine Nacht  inhaftiert, da er besonders für den christlichen Religionsunterricht in den Schulen, besonders an der „Horst-Wessel-Schule“ (Hellenstein-Gymnasium) in Heidenheim zusammen mit dem Religionslehrer Hans Faber  eintrat. Dieser Konflikt resultierte aus der Weigerung der Religionslehrer am Hellenstein-Gymnasium dem Mergenthaler-Erlass Zur Gestaltung des Religionsunterrichts zuzustimmen. Degeler verlor aufgrund dieses Konfliktes sämtliche Ämter in der Kreishandwerkskammer.
Die meisten dieser Tätigkeiten nahm er nach seiner Rückkehr aus sowjetischer Gefangenschaft wieder auf. 1953 übernahm Degeler für zehn Jahre das Amt des Kreishandwerkmeisters. Im selben Jahr wurde er in den Kreistag und den Gemeinderat und zum Stellvertreter des Oberbürgermeisters gewählt. 1962 wurde er Präsident der Handwerkskammer Ulm und trug dazu bei, dass das Berufsbildungszentrum der Handwerkskammer Ulm entstand. Seit 1958 war er Mitglied im Aufsichtsrat der Heidenheimer Volksbank und seit 1968 Aufsichtsratsvorsitzender. 1968 wurde er Abgeordneter im Landtag von Baden-Württemberg. Dies blieb er bis 1972.

## Ehrungen
- Goldene Ehrennadel des Baden-Württembergischen Handwerkskammertages
- 1967: Bundesverdienstkreuz erster Klasse
- 1972: Großes Verdienstkreuz der Bundesrepublik Deutschland
- 1975: Verdienstmedaille des Landes Baden-Württemberg[9]

Der Platz vor dem Rathaus in Heidenheim an der Brenz wurde aufgrund des Standortes seines ehemaligen Privathauses, das sich an der Grabenstraße befand, nach Degeler benannt. Dort findet ihm zu Ehren jedes Jahr im Sommer das Küferfest statt, das an den Hoidamer Küfer Friedrich Degeler der Stadt Heidenheim an der Brenz erinnert und bei dem Weinhändler der Region ihre Weinsorten präsentieren. Ein Ende 2014 nach Bekanntwerden der Rolle Degelers bei den KZ-Transporten durch DKP-Stadtrat Reinhard Püschel gestellter Antrag auf Umbenennung des Platzes wurde von Oberbürgermeister Bernhard Ilg abgelehnt.

## Personalakte
- Personalakte Friedrich Degeler im Staatsarchiv Ludwigsburg, Bestand EL 51/1 I (Landespolizeidirektion Stuttgart I (Regierungsbezirk Nordwürttemberg): Personalakten), Signatur Bü 398.